# خلیج مغویه
خلیج مغویه خلیجی کوچک در جنوب مغویه در نزدیکی بندر لنگه در هرمزگان است.